# جيمي تورنر
جيمي تورنر (بالإنجليزية: Jimmy Turner)‏ (9 أكتوبر 1989 بميسيون فيجو في الولايات المتحدة - ) هو لاعب كرة قدم أمريكي في مركز الدفاع. لعب مع Orange County SC ‏ وOrange County Blue Star ‏.

## وصلات خارجية
- جيمي تورنر على موقع قاعدة بيانات كرة القدم.إي يو (الإنجليزية)